# Acace de Sébaste
Pour les articles homonymes, voir Acace.
Acace, Acacius ou Acathius est un militaire romain, prêtre ou diacre (✝ 320). 
Sa fête est célébrée le 9 mars en Orient et le 10 mars en Occident.

## Biographie
Acace était un militaire de la XIIe légion romaine, dite du tonnerre ou Fulminata (la Fulminante), cantonnée à Sébaste en Petite-Arménie, lorsque l'empereur Licinius ordonna à toute l'armée de renouveler son serment de fidélité en sacrifiant aux dieux. C'était pour l'Empereur une astuce de se débarrasser des chrétiens de son armée qui s'apprêtait à attaquer Constantin qui leur était favorable. 
Cette légion romaine d'environ 6 000 hommes était composée en majorité de chrétiens. Acace fut un des quarante soldats qui déclarèrent au gouverneur de Cappadoce, qu'ils étaient contre le sacrifice idolâtre, et qu'ils resteraient chrétiens. Le gouverneur ne parvenant pas à les convaincre de renoncer à leur foi malgré de vaines promesses d'avancement, ils furent tout d'abord fouettés avec des crochets de fer, enchainés puis jetés en prison. Lorsque Lysias, leur général, revint de Césarée, il tenta de les convaincre à son tour mais sans succès. Le gouverneur était en rage et mit au point un scénario diabolique pour les mettre à mort : ils furent condamnés à être jetés, nus, sur un étang gelé et à mourir de froid, alors qu'au bord de l'étang des thermes bien chauffées tentaient de les séduire. Un seul apostasia, mais mourut de chaleur. Il fut immédiatement remplacé par un des gardiens qui se chauffaient près des thermes, Irenarchus, qui, impressionné par leur courage, se convertit. Acace fut celui qui le baptisa. Le lendemain matin, ceux qui étaient encore en vie mais congelés, eurent d'abord les jambes brisées à coups de barres de fer puis jetés sur des chariots qui devaient être brûlés et leurs cendres jetées dans le fleuve. Pierre, l'évêque de Sébaste eut une vision trois jours plus tard et lui et d'autres chrétiens récupérèrent ou achetèrent leurs restes et ce que le feu avait épargné des soldats.
Le lieu de leur supplice se situe à l'est de Sébaste près de la porte de Césarée. De l'église construite à l'origine, ne reste qu'une fontaine couverte d'une dizaine de mètres carrés. Les Turcs attribuent à cette eau des propriétés magiques et curatives. La ville est située sur un haut plateau rocheux entouré de sols meubles et de prairies où serpentent rivières et cours d'eau qui débordent à l'automne et forment un vaste lac qui dure jusqu'au printemps. L'hiver est très rigoureux.
Leurs reliques furent tout de suite l'objet d'un culte très populaire, certaines furent conservées à Césarée, d'autres distribuées de par le monde. « Tels des remparts, elles sont notre protection contre les incursions de nos ennemis » dira saint Basile [réf. nécessaire].
D'Acace et de ses compagnons viendra la traditionnelle pâtisserie en forme d'alouette cuisinée le jour de leur fête, afin d'annoncer l'arrivée du printemps. Elles sont enfournées par quarante. « Quarante « alouettes » sont préparées en l'honneur des Quarante-Martyrs ». 